# Доминик Йостеррайхер
Доминик Франц де Паула Йостеррайхер (на немски: Dominik Franz de Paula Oesterreicher; на полски: Dominik Franciszek de Paula Oesterreicher) е къснобароков художник, професор в Ягелонския университет, родоначалник на известния краковски род от учени Естрайхер.